# Écritoire
L’écritoire, du latin scriptorium, est un objet (au sens large du terme) qui rassemble tout le nécessaire à l’écriture. Cette écritoire (nom féminin) a subi plusieurs transformations au fil des époques, dues non seulement à la mode, mais surtout au mode d’écriture et à l’évolution du matériel.   

## Histoire et évolution

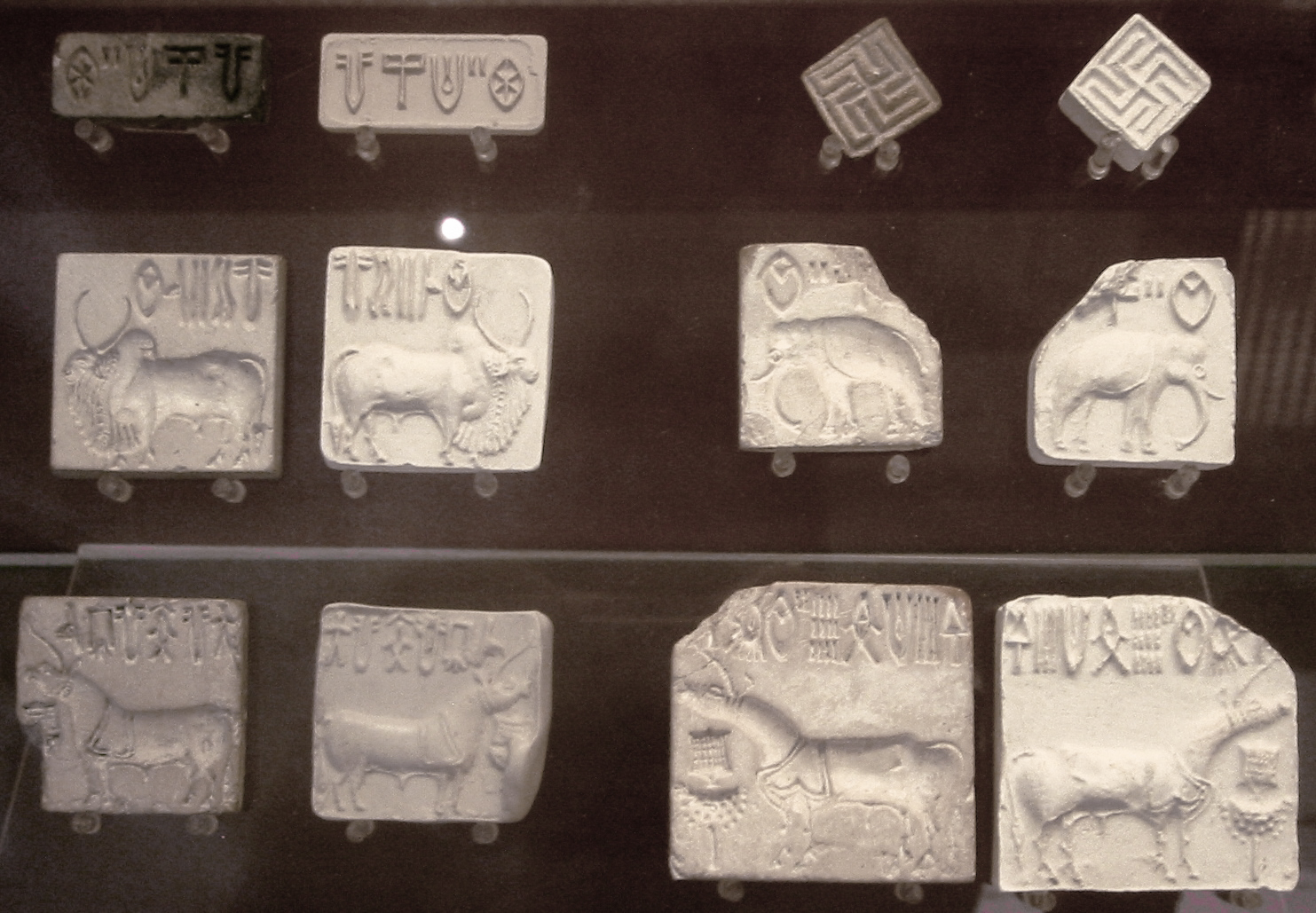
Des sceaux harrapéens de la civilisation de la vallée de l'Indus, IIIe millénaire av. J.-C. S'agit-il d'écriture ?

- Si l’écriture date d’environ 3200 avant notre ère, les tablettes d’argile (donc rigides) sur lesquelles elle était reproduite ne demandaient pas de support spécifique. Pas plus que les documents reproduits sur tablettes de bois reliées entre elles par des cordelettes datant du deuxième millénaire avant notre ère.

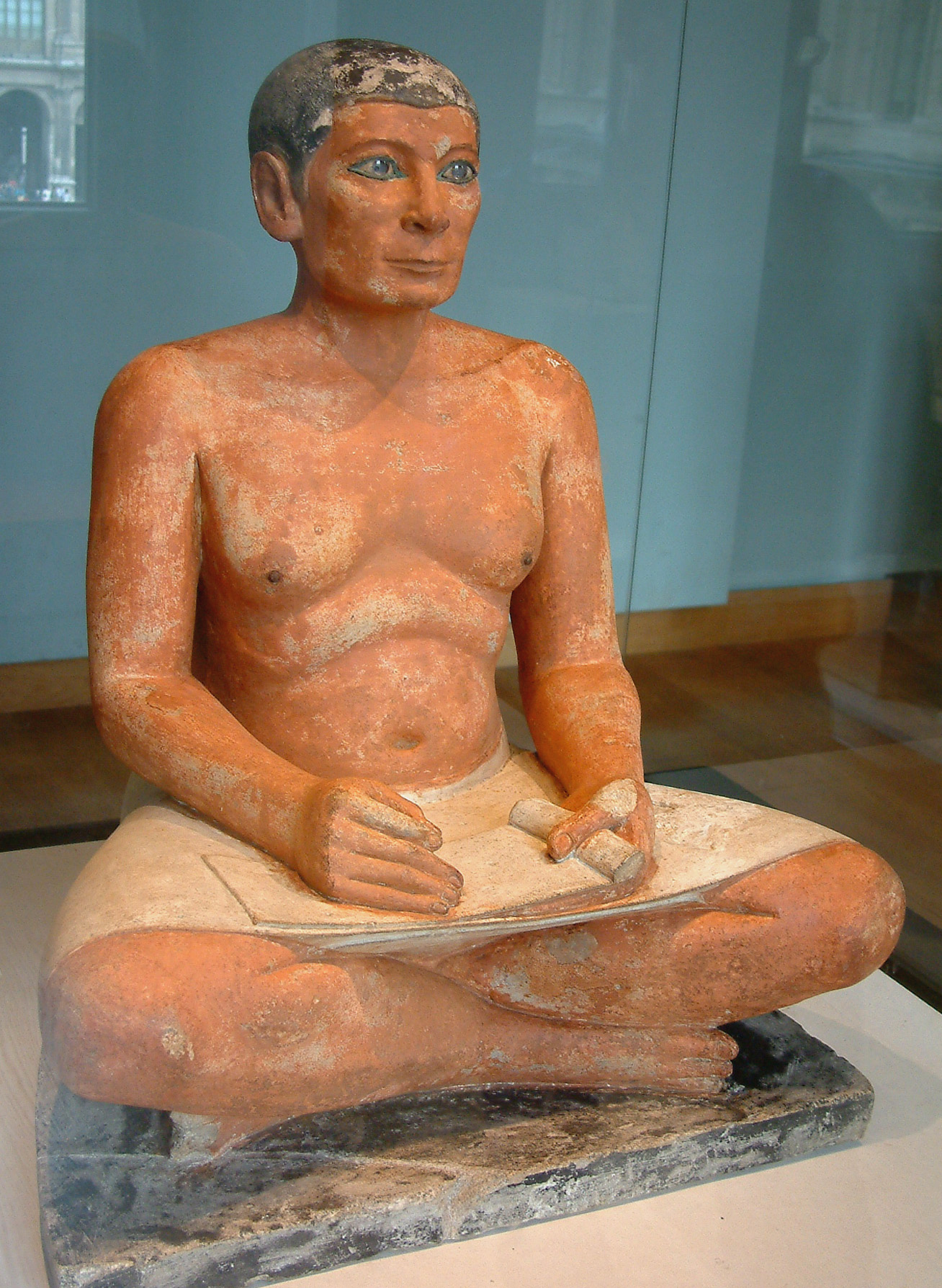
Le scribe accroupi, musée du Louvre.

- Invention du papyrus, utilisé à partir de 2500 av.J.-C. par les scribes égyptiens comme support pour leurs travaux d’écriture. Les différentes représentations de scribes, en peintures ou en statues, ne révèlent pas de support quelconque sous le rouleau de papyrus. Même remarque et même interrogation pour les écrits reproduits sur du parchemin à partir de la même époque.
- Le papier, inventé par les Chinois peu avant notre ère, arrive en Occident avec les conquêtes arabes et sur le sol européen à partir du XIe siècle (Espagne en 1056 et Sicile en 1102). Le papier étant une matière très souple, les différentes encres employées, le type de calligraphie et le matériel d’écriture (plume au lieu de pinceau) rendent nécessaire un support rigide pour maintenir la feuille de papier, résister à la pression et donner un appui stable au scribe.

## Différents supports
le pupitresimple plaquette de bois légèrement inclinée et fixée sur un pied permettait aux moines copistes de réaliser les écrits et enluminures et de reproduire les documents.
l’ écritoirepetit coffre renfermant le papier et les encriers, les plumes, l’essuie-plume et la boîte à sable de séchage.

Ce petit meuble, caissette rectangulaire de bois ordinaire, léger permet d’amener tout le nécessaire sur le lieu de travail, que cela soit à l’intérieur ou à l’extérieur de l’habitation. L’écrivain public en faisait bon usage, l’écritoire tenue par une cordelette passée derrière le cou était à bonne hauteur pour l’écriture.

l’ écritoire à poserce coffre destiné à être posé sur une table préfigure les premiers bureaux. D’une facture beaucoup plus luxueuse, elle est devenue plus décorative qu’utilitaire. Véritable œuvre d’art réalisée avec des bois précieux tant en bois massif qu’en marqueterie.

Se présentant généralement sous la forme d’un coffret en deux parties :
- la partie principale, à l’avant, contient les feuilles de papier et documents divers, fermée par un abattant en position inclinée, recouvert ou non d’un cuir, permet d’écrire ou de dessiner.
- la partie arrière est un petit compartiment fermé par un couvercle, contient le nécessaire d’écriture (encre, plume, etc.).

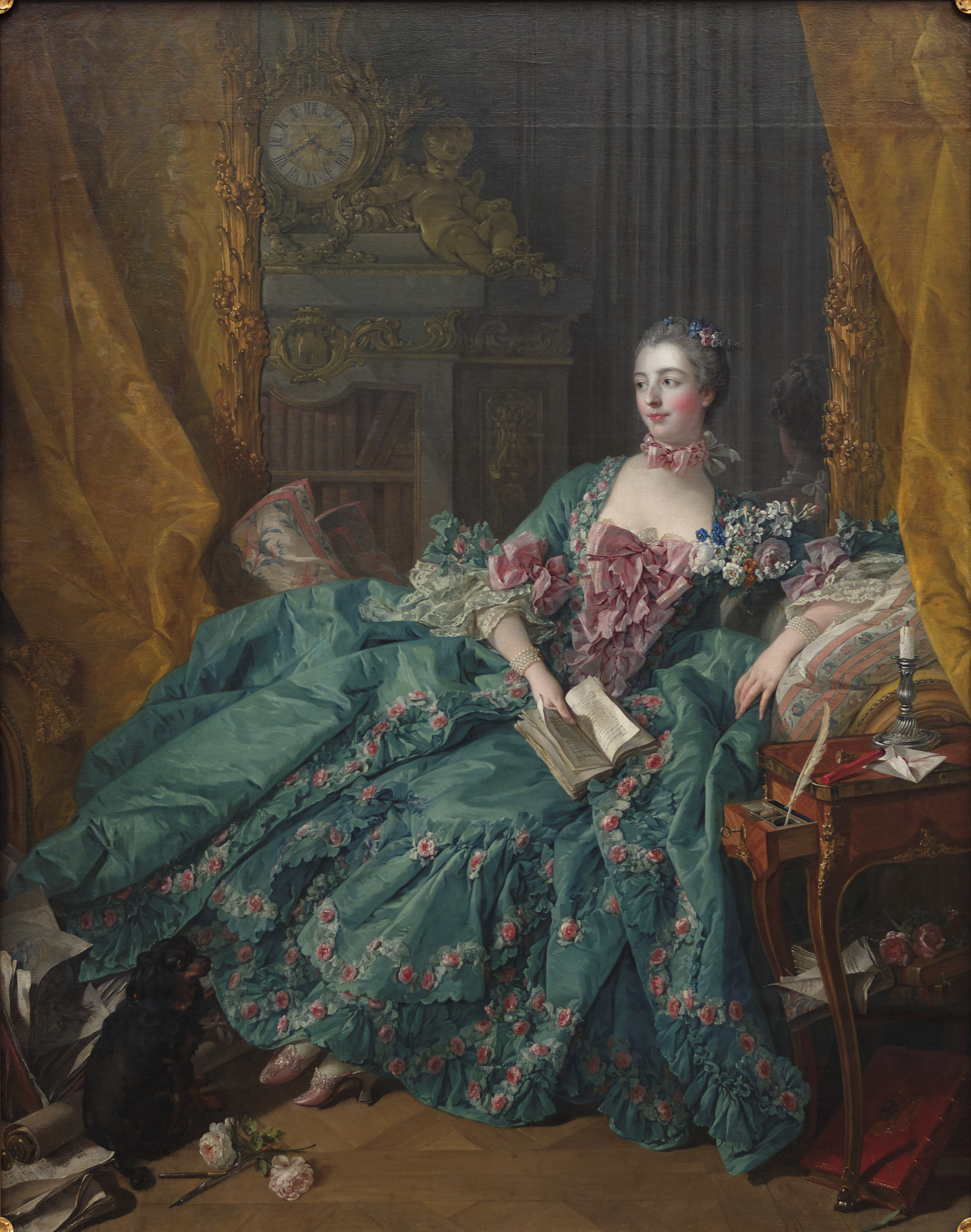
Madame de Pompadour et son écritoire en 1756.

l’ écritoire sur piedsde même facture que la précédente, elle est posée en permanence sur un support qui peut être quatre pieds ou plus couramment un petit meuble de rangement. D’une facture qui a évolué avec les styles de l’époque et qui n’est pas sans rappeler le bureau à pente un autre petit meuble très en vogue depuis Louis XV.

## Les dérivés

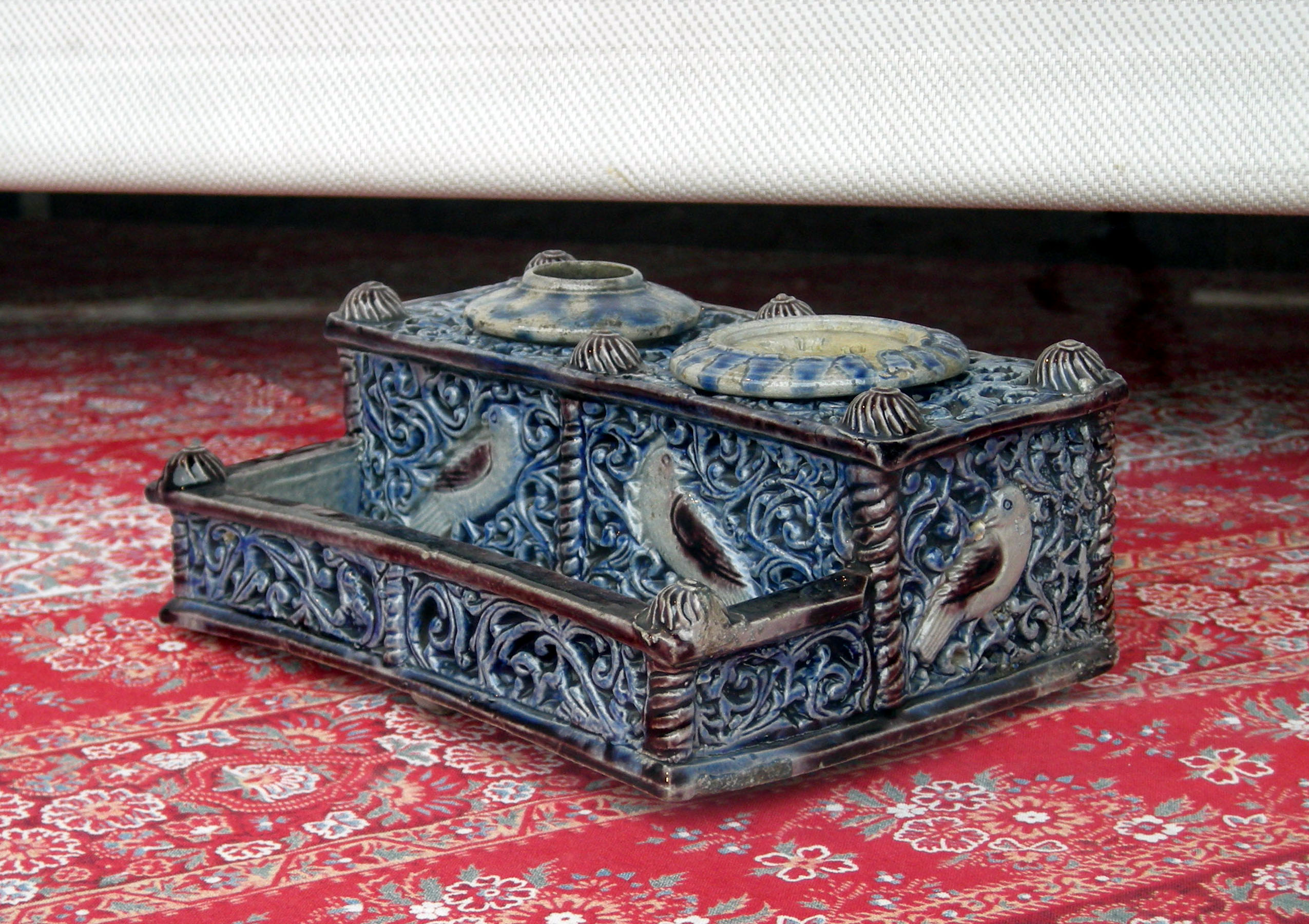
Écritoire encrier (musée d’Alsace)
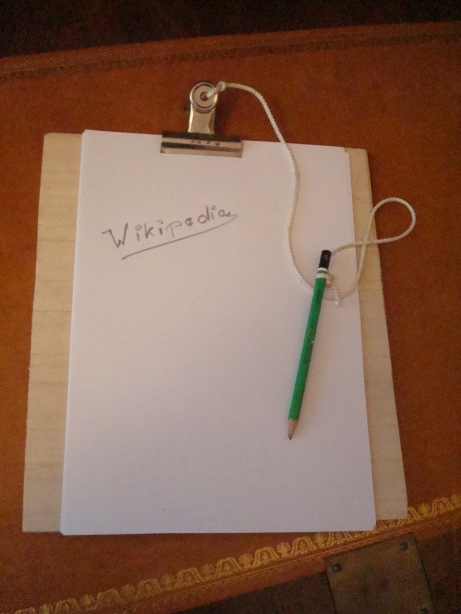
Planchette écritoire
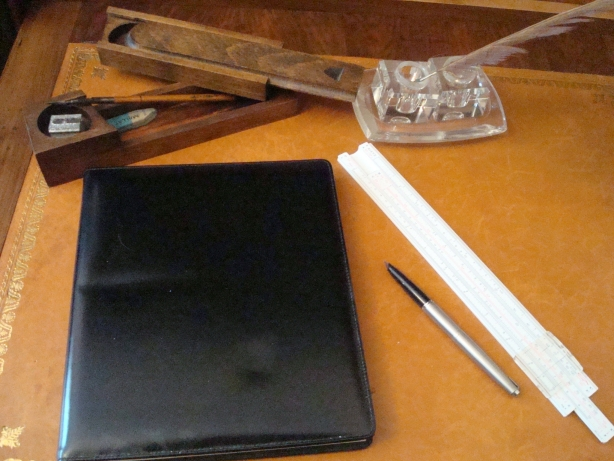
Serviette écritoire en cuir
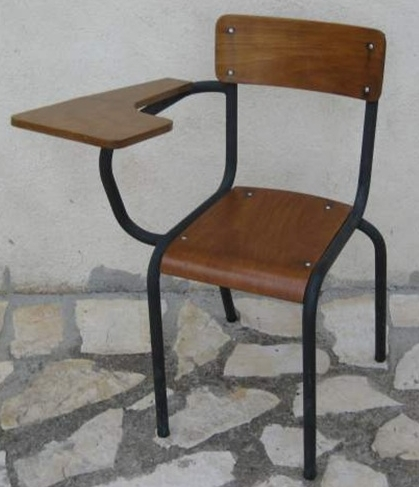
Écritoire-chaise

Après la perte d’intérêt pour le meuble écritoire, divers objets, non dépourvus de luxe et de raffinement trouvent place sur les différents modèles de bureaux ou sont utilisés pour les voyages:
l’encrier écritoirede bois, de métal, de verre, de cristal, d’ivoire ou de porcelaine, c’est une embase contenant un ou deux encriers fermés par un couvercle et un dispositif support plumes.
Écritoire-encrier de voyagepetite boite, généralement de bois, fermée par un couvercle contenant le flacon d’encre, la boîte à sable et les plumes. C’est le prédécesseur du plumier bien connu des écoliers du XXe siècle.
Chaise à tablette écritoirepetite planchette montée sur le bras droit d’une chaise et qui se rabat devant la personne pour lui permettre de prendre des notes lors d’une conférence.
Planchette écritoireplanchette, format A4, maintenant un bloc de papier ou quelques feuilles à l’aide d’une pince. Certains modèles disposent d’un support stylo et d’une calculette.
Serviette-écritoirepetite pochette, format A4, souvent de cuir, avec compartiment pour feuilles de papier, support stylos et poche pour carte de visite.